# Szirák
Szirák [ˈsiraːk] ist eine ungarische Gemeinde im Kreis Pásztó  im Komitat Nógrád.

## Geografische Lage
Szirák liegt in Nordungarn am Fuße des Cserhát-Gebirges,  52 Kilometer nordöstlich der Hauptstadt Budapest, 16 Kilometer südwestlich der Kreisstadt Pásztó an dem Fluss Bér-patak. Nachbargemeinden sind Bér,  Egyházasdengeleg, Kisbágyon und Vanyarc.

## Geschichte
Szirák wurde erstmals schriftlich im Jahr 1219 erwähnt, dort stand bis zum 14. Jahrhundert ein Kloster des Johanniterordens. Am damaligen Standort des Klosters findet sich heute die bekannteste Sehenswürdigkeit Sziráks, das barocke Teleki-Dégenfeld-Schloss. Es wurde von Tamás Királyfalvi Róth errichtet und 1748 fertiggestellt. Durch die Heirat von dessen Tochter Johanna mit József Teleki ging das Schloss 1762 in den Besitz der Familie Teleki über. Seit den 1980er Jahren befindet sich in den Gebäuden ein Hotelbetrieb, das „Hotel Kastély Szirák“.

## Sonstiges
Im Jahr 1987 wurde in Szirák ein Interzonenturnier ausgerichtet, in dem die Kandidaten für die Schachweltmeisterschaft ermittelt wurden.

## Sehenswürdigkeiten
- Evangelische Kirche, erbaut in den 1780er Jahren
- Römisch-katholische Kirche Nagyboldogasszony (Neobarock)
- Schloss Teleki-Dégenfeld (Teleki-Degenfeld-kastély)

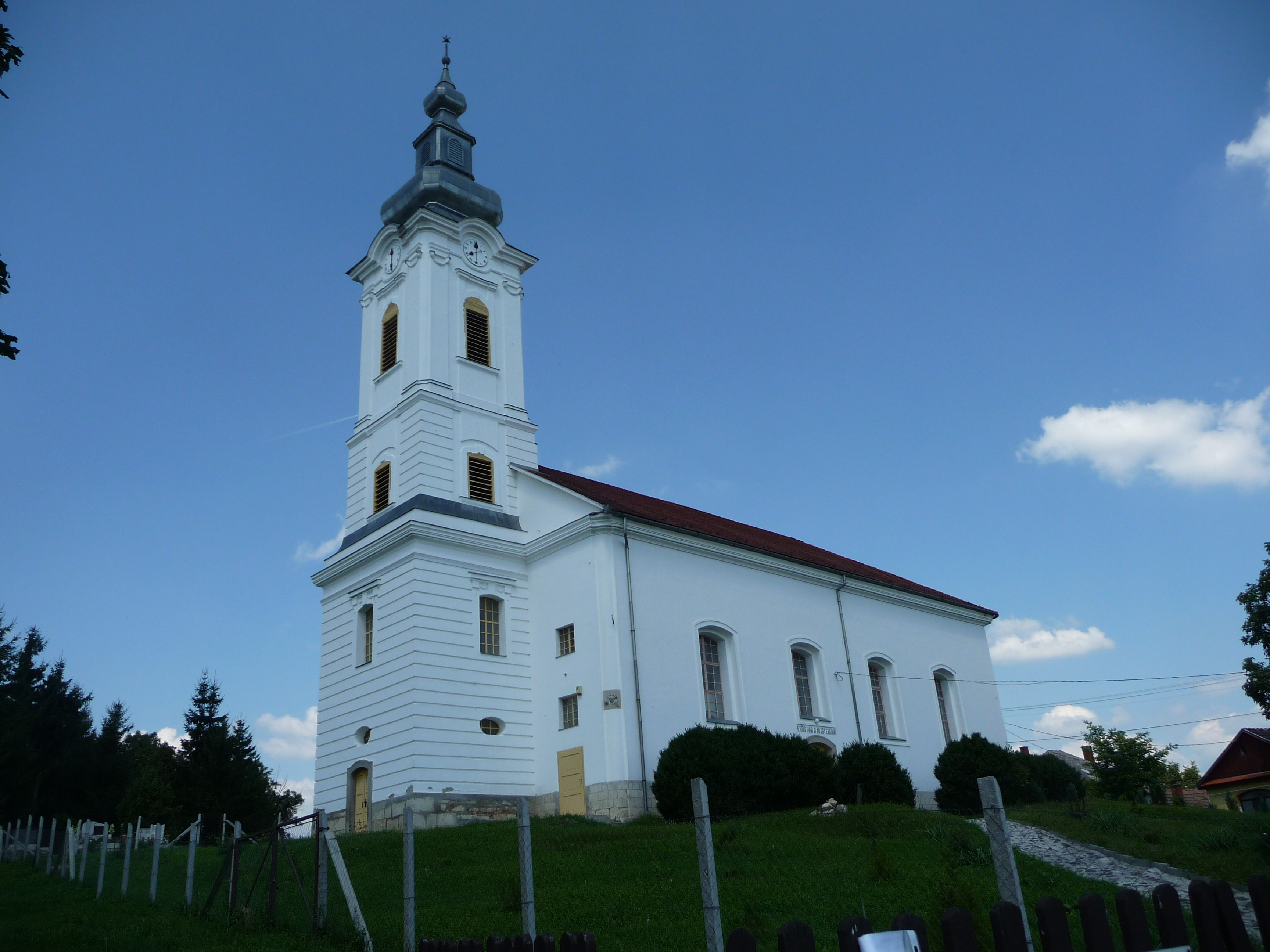
Evangelische Kirche
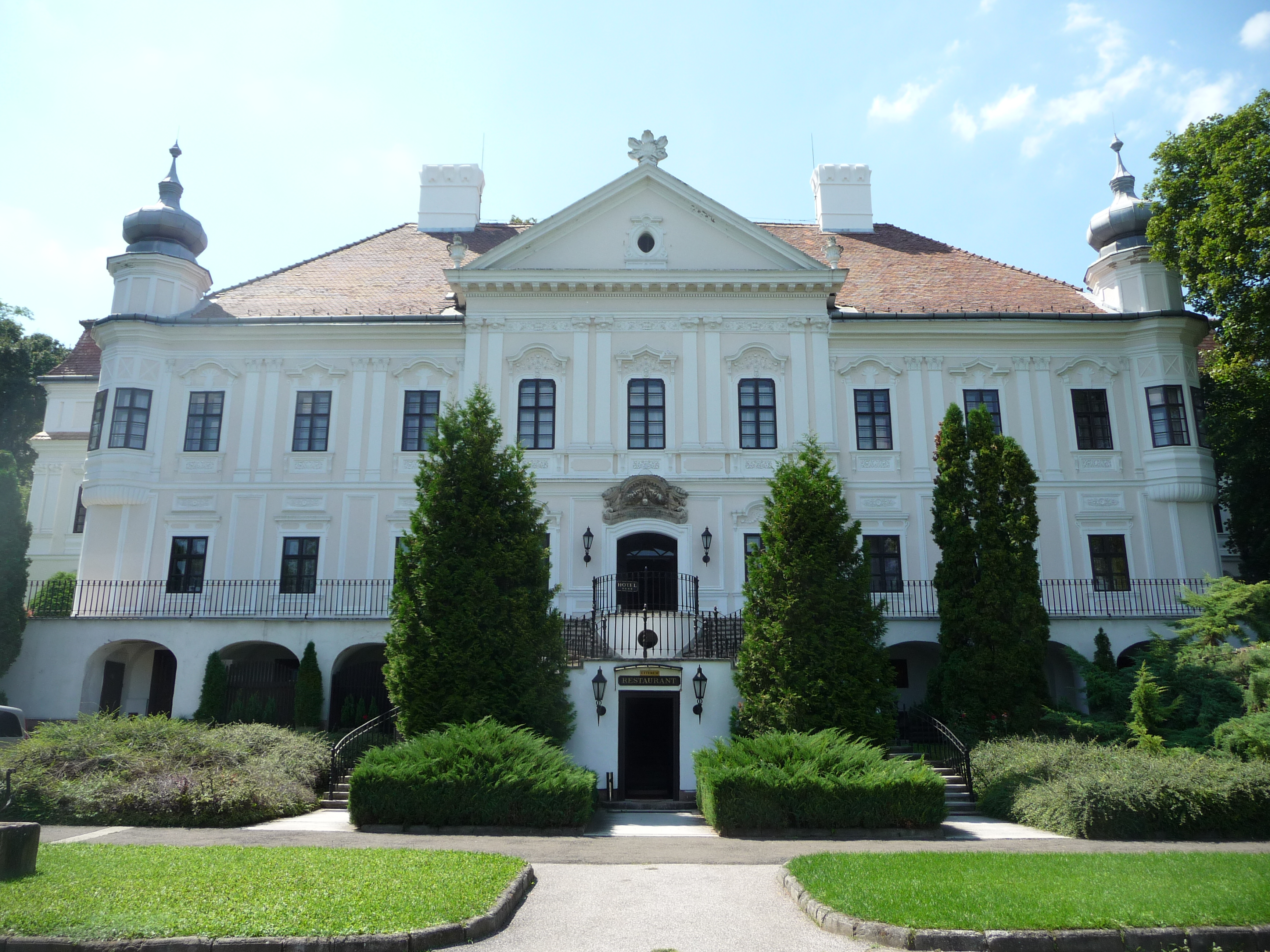
Schloss Teleki-Dégenfeld
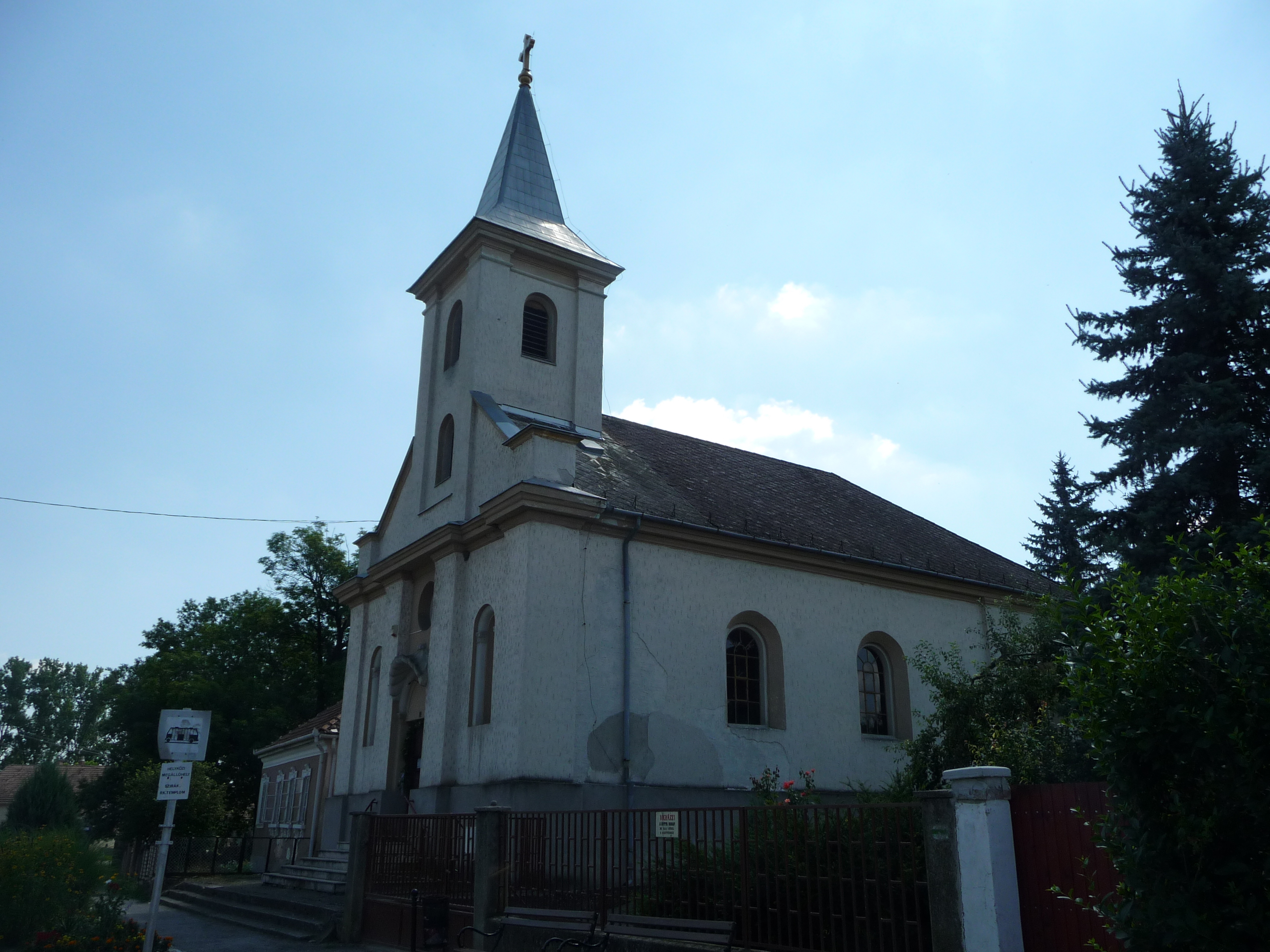
Röm.-kath. Kirche Nagyboldogasszony
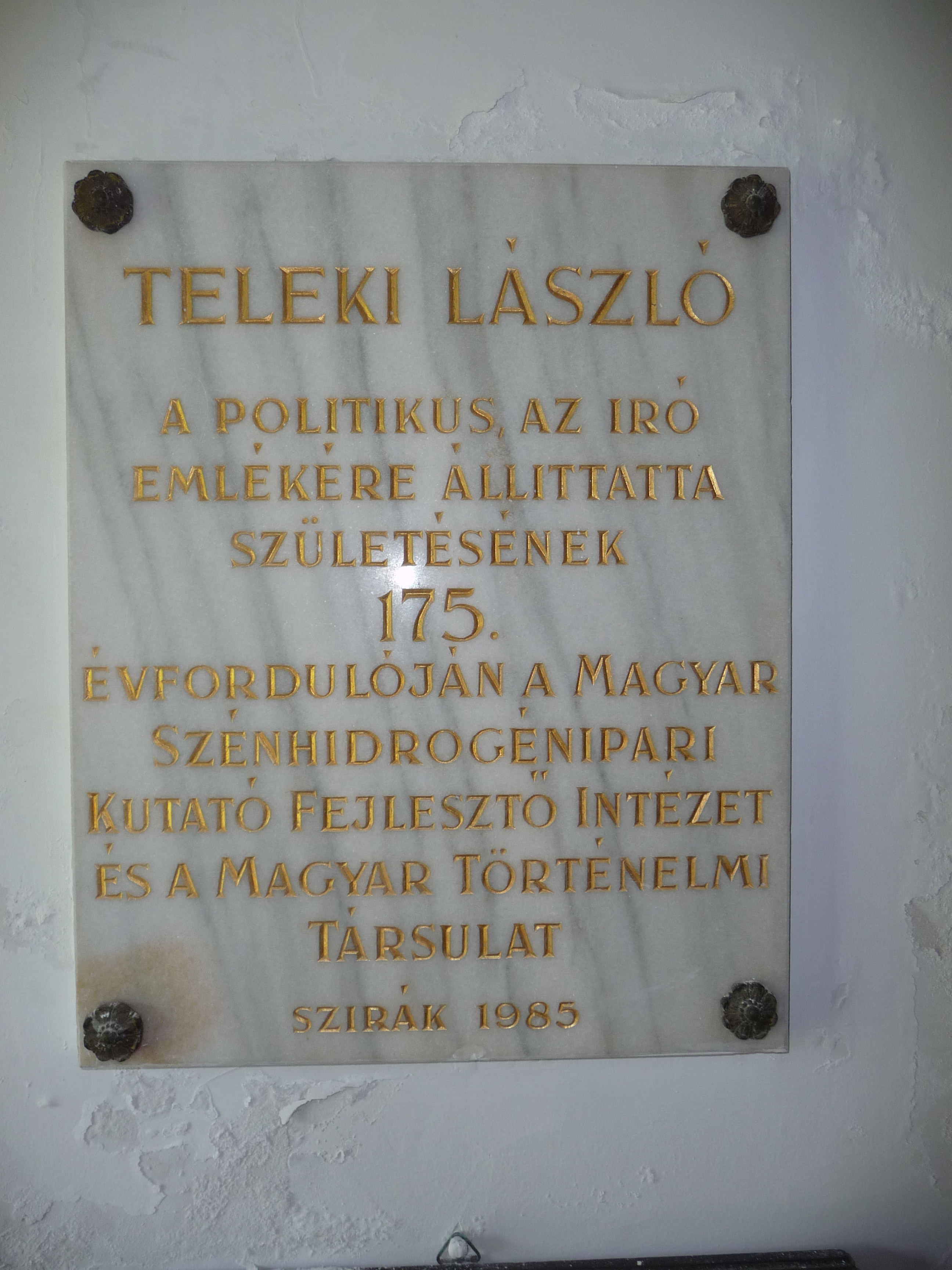
Gedenktafel für László Teleki

## Verkehr
Durch Szirák verläuft die Landstraße Nr. 2129. Der nächstgelegene Bahnhof befindet sich südöstlich in Apc-Zagyvaszántó.